# مايك كرولي
مايك كرولي (بالإنجليزية: Mike Crowley)‏ هو لاعب هوكي الجليد أمريكي، ولد في 4 يوليو 1975 في بلومنغتون في الولايات المتحدة.

## وصلات خارجية
- مايك كرولي على موقع دوري الهوكي الوطني (الإنجليزية)
- مايك كرولي على موقع قاعة مشاهير الهوكي (لاعب أن.إتش.أل) (الإنجليزية)
- مايك كرولي على موقع EliteProspects.com (الإنجليزية)
- مايك كرولي على موقع HockeyDB.com (الإنجليزية)
- مايك كرولي على موقع Hockey-Reference.com (الإنجليزية)